# 인제군의 농어촌버스
인제군의 농어촌버스는 강원특별자치도 인제군 관내를 운행하는 노선버스이다. 운행사로 금강고속과 대한교통이 있다.

## 요금
2019년 2월 기준 요금이다.
| 종류 | 나이                    | 현금 (원) | 카드 (원) |
| ---- | ----------------------- | --------- | --------- |
| 일반 | 어른 (만 19세 이상)     | 1000      | 900       |
| 일반 | 청소년 (만 13세 ~ 18세) | 500       | 400       |
| 일반 | 어린이 (만 7세 ~ 12세)  | 500       | 400       |

- 2014년 3월부터 교통카드를 사용하여 승차할 수 있으며,[2] 교통카드 사용 시 현금 요금보다 100원 할인된다.
- 인제군 관내 구간을 이용하면 기본요금만 부과된다.

## 인제군 차적의 버스 노선
- 노선 번호는 버스 노선 정보 안내 웹사이트 에서만 사용되며 각 정류소와 차량에서는 노선 번호 없이 행선지만으로 노선이 안내된다.

| 노선      | 노선                     | 운행사            | 운행구간   | 운행구간  | 운행구간    | 경유지                                                                      | 배차                          | 비고 |
| --------- | ------------------------ | ----------------- | ---------- | --------- | ----------- | --------------------------------------------------------------------------- | ----------------------------- | ---- |
| 서화      | - 1 - 2                  | 금강고속·대한교통 | 원통터미널 | → ←       | 서화터미널  | 월학리, 서흥리                                                              | 9회·10회                      |      |
| 원통-인제 | 3                        | 대한교통          | 원통터미널 | →         | 인제터미널  |                                                                             | 2회                           |      |
| 원통-인제 | 5                        | 금강고속          | 원통터미널 | ↔         | 인제터미널  | 합강리, 인제읍사무소                                                        | 6회                           |      |
| 진부령    | 6                        | 금강고속          | 원통터미널 | ↔         | 진부령      | 한계리, 용대리                                                              | 9회                           |      |
| 가아      | 7                        | 금강고속          | 원통터미널 | ↔         | 상촌        | 가아리                                                                      | 6회                           |      |
| 민박촌    | 8                        | 금강고속          | 원통터미널 | ↔         | 민박촌      | 한계리                                                                      | 5회                           |      |
| 창바위    | 9                        | 금강고속          | 원통터미널 | ↔         | 용대삼거리  | 한계리, 용대리                                                              | 1회                           |      |
| 월학1리   | 10                       | 금강고속          | 원통터미널 | ↔         | 말거리      | 월학1리                                                                     | 3회                           |      |
| 홍천      | 11                       | 금강고속          | 원통터미널 | →         | 홍천터미널  | 인제터미널, 신남터미널, 자은(두촌), 철정, 성산(화촌), 송정                  | 6회                           |      |
| 홍천      | - 12 - 13 - 16 - 18      | 금강고속          | 원통터미널 | ←         | 홍천터미널  | 인제터미널, 신남터미널, 자은(두촌), 철정, 성산(화촌), 송정                  | - 2회 - 1회 - 2회 - 1회       |      |
| 홍천      | - 14 - 15                | 금강고속          | 원통터미널 | →         | 홍천터미널  | 인제터미널, 관대, 신남터미널, 자은(두촌), 철정, 성산(화촌), 송정            | - 1회 - 3회                   |      |
| 홍천      | 17                       | 금강고속          | 원통터미널 | ←         | 홍천터미널  | 인제터미널, 신남터미널, 자은(두촌), 가리산휴양림, 철정, 성산(화촌), 송정    | 1회                           |      |
| 홍천      | 19                       | 금강고속          | 원통터미널 | →         | 홍천터미널  | 인제터미널, 신남터미널, 장사랑, 자은(두촌), 천현1리, 철정, 성산(화촌), 송정 | 1회                           |      |
| 원통-신남 | - 20 - 21                | 금강고속          | 원통터미널 | → ←       | 신남터미널  | 인제터미널                                                                  | - 1회 - 2회                   |      |
| 해안      | - 23 - 24                | 대한교통          | 원통터미널 | → ←       | 만대리      | 월학리, 서화, 해안                                                          | 1회                           |      |
| 상남-현리 | - 27 - 28 - 31           | 대한교통          | 상남       | → ← ↔     | 현리터미널  | 하남리                                                                      | - 2회 - 2회 - 1회             |      |
| 덕다리    | 29                       | 대한교통          | 현리터미널 | ↔         | 기린아파트  |                                                                             | 1회                           |      |
| 진동      | 30                       | 대한교통          | 현리터미널 | ↔         | 추대        | 밤골(현리출발), 방동                                                        | 1회                           |      |
| 진동      | - 36 - 37                | 대한교통          | 현리터미널 | ↔         | 추대        | 방동                                                                        | - 1회 - 1회                   |      |
| 진동      | 38                       | 대한교통          | 현리터미널 | ↔         | 추대·꿩밭   | 방동                                                                        | 1회                           |      |
| 서리      | 32                       | 대한교통          | 현리터미널 | ↔         | 서리·진다리 |                                                                             | 1회                           |      |
| 서리      | 33                       | 대한교통          | 현리터미널 | ↔         | 진다리·서리 |                                                                             | 1회                           |      |
| 귀둔      | 34                       | 대한교통          | 현리터미널 | ↔         | 귀둔        | 진다리, 중답(현리출발)                                                      | 1회                           |      |
| 중답      | 35                       | 대한교통          | 현리터미널 | ↔         | 중답        | 진다리, 하답(현리출발)                                                      | 1회                           |      |
| 포사      | 39                       | 대한교통          | 현리터미널 | ↔         | 포사        |                                                                             | 1회                           |      |
| 방내      | 40                       | 대한교통          | 현리터미널 | →         | 방내리      | 하남리, 상남                                                                | 1회                           |      |
| 내면-현리 | 41                       | 대한교통          | 내면터미널 | →         | 현리터미널  | 방내, 상남, 하남리                                                          | 1회                           |      |
| 미다리    | - 42 - 43                | 대한교통          | 현리터미널 | → ←       | 미다리      | 하남리, 상남                                                                | 1회                           |      |
| 미산      | - 44 - 45                | 대한교통          | 현리터미널 | → ←       | 미산리      | 하남리, 상남                                                                | 1회                           |      |
| 설피밭    | 46                       | 대한교통          | 현리터미널 | ↔         | 설피밭      | 방동                                                                        | 1회                           |      |
| 설피밭    | 47                       | 대한교통          | 현리터미널 | ↔         | 꿩밭·설피밭 | 방동                                                                        | 1회                           |      |
| 설피밭    | 50                       | 대한교통          | 현리터미널 | ↔         | 설피밭·꿩밭 | 밤골(현리방향), 방동                                                        | 1회                           |      |
| 현리-내촌 | 52                       | 대한교통          | 현리터미널 | →         | 도관리      | 하남리, 상남, 미다리, 와야                                                  | 1회                           |      |
| 인제-현리 | - 51 - 64 - 65 - 66 - 67 | 대한교통          | 인제터미널 | ← ← → → → | 현리터미널  | 덕적, 가리산리, 귀둔                                                        | - 1회 - 2회 - 1회 - 1회 - 1회 |      |
| 인제-현리 | - 53 - 54                | 대한교통          | 인제터미널 | → ←       | 현리터미널  | 고사리, 하답                                                                | - 4회 - 5회                   |      |
| 인제-현리 | - 55 - 56                | 대한교통          | 인제터미널 | → ←       | 현리터미널  | 고사리, 하답, 서리                                                          | - 3회 - 3회                   |      |
| 인제-현리 | - 57 - 58                | 대한교통          | 인제터미널 | → ←       | 현리터미널  | 덕적, 가리산리, 필례, 귀둔                                                  | - 1회 - 2회                   |      |
| 인제-현리 | - 59 - 60 - 63           | 대한교통          | 인제터미널 | → ← →     | 현리터미널  | 덕적, 가리산리, 귀둔, 중답                                                  | - 1회 - 1회 - 1회             |      |
| 인제-현리 | - 61 - 62                | 대한교통          | 인제터미널 | → ←       | 현리터미널  | 고사리, 원대, 하추, 하답                                                    | - 1회 - 1회                   |      |
| 하추      | 68                       | 대한교통          | 인제터미널 | →         | 하추리      | 고사리, 원대                                                                | 1회                           |      |
| 하추      | 75                       | 대한교통          | 인제터미널 | ←         | 하추리      | 고사리                                                                      | 1회                           |      |
| 정자      | - 70 - 71 - 72           | 금강고속          | 신남터미널 | ↔ → ←     | 매봉재      | 갑둔                                                                        | - 1회 - 2회                   |      |
| 관대      | 73                       | 금강고속          | 신남터미널 | ↔         | 관대리      |                                                                             | 1회                           |      |
| 수산      | 74                       | 금강고속          | 신남터미널 | ↔         | 수산리      |                                                                             | 1회                           |      |
| 방내      | 77                       | 대한교통          | 방내리     | →         | 상남        |                                                                             | 1회                           |      |
| 홍천      | - 80 - 81                | 대한교통          | 홍천터미널 | → ←       | 신남터미널  | 송정, 성산(화촌), 철정, 자은(두촌)                                          | - 1회 - 1회                   |      |
| 홍천      | 82                       | 대한교통          | 홍천터미널 | →         | 원통터미널  | 송정, 성산(화촌), 철정, 자은(두촌), 신남터미널, 인제터미널                  | 1회                           |      |
| 홍천      | 89                       | 대한교통          | 홍천터미널 | →         | 현리터미널  | 송정, 성산(화촌), 철정, 도관(내촌), 미다리, 상남, 하남리                    | 1회                           |      |
| 홍천      | 90                       | 대한교통          | 홍천터미널 | ←         | 상남        | 송정, 성산(화촌), 철정, 도관(내촌), 미다리, 방내                            | 1회                           |      |